# Subordinated Risk Swap
Der Subordinated Risk Swap (abgekürzt: SRS) ist im Finanzwesen eine Swaption, bei der sich der Sicherungsnehmer gegen ein bestimmtes Risiko (Kursrisiko bestimmter Aktien, Kreditrisiko, Rechtsrisiko oder Unternehmerrisiko) durch ein Sicherungsgeschäft absichert und als Gegenleistung bereit ist, dem Sicherungsgeber eine Prämie zu zahlen.

## Allgemeines
Soll das Sicherungsgeschäft das Kursrisiko eines Aktionärs absichern, ist von einem Equity Default Swap die Rede, Rechtsrisiken sichert der Equity Risk Swap ab. Alle übrigen Risiken sichert der Subordinated Risk Swap oder der Credit Default Swap (Kreditrisiko) ab.

## Equity Default Swap
Das Prinzip des SRS soll am Beispiel des Equity Default Swaps (EDS) erläutert werden. Bei ihm sichert sich der Sicherungsnehmer gegen Kursverluste ab einer bestimmten Größenordnung durch einen Swap ab. Dasselbe Kursziel kann er auch mit einer Stopp-Loss-Wertpapierorder über die Wertpapierbörse erreichen. Der EDS wirkt wie eine Verkaufsoption mit einem sehr niedrigen Ausübungspreis („aus dem Geld“). Der Finanzkontrakt des EDS ist eine relativ junge Finanzinnovation, die nach 2004 auf den Markt kam.

## Rechtsfragen
Beim Equity Default Swap erhält der Sicherungsgeber eine Prämie, bis ein genau definiertes Ausfallereignis (englisch trigger event) eingetreten ist. Das die Zahlung auslösende Ereignis ist ein starker Kursverfall des Aktienkurses von meist mindestens 30 % des vereinbarten Basiskurses. Beim Ausfallereignis muss also der Aktienkurs um 70 % gegenüber dem vereinbarten Basiskurs gesunken sein. Dieses hat eine Zahlung (englisch default payment, conditional payment) zur Folge, die der Sicherungsnehmer vom Sicherungsgeber erhält. Basiswerte sind bestimmte Aktien, Ausübungszeitpunkt ist jener Zeitpunkt, an dem der Aktienkurs den Ausübungspreis erreicht hat.
Den EDS gibt es ausschließlich im außerbörslichen Handel (OTC; englisch over the counter). Die Vertragsgestaltung erfolgt deshalb auf der Grundlage der ISDA-Standardisierung, und zwar durch die „ISDA Equity Derivatives Definitions“ (2002).
Bankenaufsichtsrechtlich sind Swap- und Optionsgeschäfte und damit auch der SRS mit seinen Unterarten als Derivate nach § 1 Abs. 11 Nr. 8 KWG zu qualifizieren. Eine gleichlautende Regelung ist in § 2 Abs. 3 Nr. 1e WpHG enthalten. Sind Kreditinstitute als Kontrahenten involviert, gelten diese Finanzinstrumente als Bankgeschäfte.

## Merkmale

### Optionsinhaber
Der Optionsinhaber, oder Zeichner der Option, erwirbt das Recht, den Basiswert zu den im Finanzkontrakt definierten Bedingungen an den Stillhalter zu veräußern. Damit erreicht der Optionsinhaber die Möglichkeit eines Risikotransfers zu Lasten des Stillhalters. Der Optionsinhaber entschädigt den Stillhalter dafür mit einer Optionsprämie, dem Optionspreis.

### Stillhalter
Der Stillhalter oder Optionsgeber verpflichtet sich gegen Leistung der Optionsprämie, zum festgelegten Stichtag den Basiswert zu den im Optionsvertrag definierten Konditionen zu erwerben, und übernimmt daher das Risiko (ggf. bis zu einer Weiterveräußerung).

### Basiswert
Der Basiswert oder Optionsgegenstand (englisch underlying) ist der dem Optionsgeschäft zu Grunde liegende Wert, der vom Optionsinhaber an den Stillhalter transferiert werden soll. Im Zuge des strukturierten Optionsgeschäfts eines „Subordinated Risk Swap“ wird meist Eigentum an risikobehafteten Aktiva transferiert sowie damit in Verbindung stehende Aufgaben, Pflichten und Risiken.
Beim Transfer von Firmenanteilen (Mehrheiten wie Gesamtanteilen) werden zumeist auch die Managementaufgaben bzw. -Pflichten an den neuen Eigentümer überbunden. Somit ist es im Zuge eines „Subordinated Risk Swap“ theoretisch möglich, das gesamte Risiko aus unternehmerischer Tätigkeit abzusichern bzw. auf einen Dritten zu übertragen.

## Repo-Option als Sonderform
Eine Sonderform des „Subordinated Risk Swap“ stellt die so genannte „Repo-Option“ dar. Dieser Begriff bezeichnet die Kombination einer „Repo“ (Rückkaufvereinbarung, englisch sale and repurchase agreement) und einer Option. Hierbei handelt es sich um eine „Dreifache Option“, bei der der Basiswert – eventuell zeitlich befristet – zurückgekauft werden kann oder zumindest ein solcher Rückkauf verbrieft wird.

## Wirtschaftliche Aspekte
In den USA ist der EDS etabliert, in Europa ist das Marktvolumen und damit die Marktliquidität gering. Die auftretende Marktenge kann dazu führen, dass sich nicht stets Kontrahenten für einen Sicherungsnehmer finden. Marktteilnehmer sind Kreditinstitute als Sicherungsgeber und Hedgefonds oder andere institutionelle Anleger wie Versicherer als Sicherungsnehmer.
Equity Default Swaps stellen einen Risikotransfer auf den Sicherungsgeber dar, weil dieser das Kursrisiko des Aktionärs übernimmt. Dieses Kursrisiko übernimmt er nur, weil er nicht die Kurserwartung seines Vertragspartners teilt. Das gilt auch für die übrigen Risiken innerhalb eines Subordinated Risk Swaps.
Zuweilen werden die Unterschiede zwischen Credit Default Swap und EDS nicht klar herausgestellt und der EDS als Hybrid hiervon angesehen. Eine Synopsis zeigt die Unterschiede zwischen einem Credit Default Swap und einem Equity Default Swap:
| Kriterium          | Credit Default Swap                   | Equity Default Swap                |
| ------------------ | ------------------------------------- | ---------------------------------- |
| Ausübungszeitpunkt | Kreditereignis                        | Aktienkurs erreicht Ausübungspreis |
| Dokumentation      | ISDA Credit Documentation             | ISDA Equity Documentation          |
| Settlement         | physische Lieferung oder Barausgleich | nur Barausgleich                   |

## Abgrenzung
Zu unterscheiden ist der EDS vom Credit Default Swap, bei dem das Kreditereignis in der Insolvenz, Restrukturierung oder dem Zahlungsrückstand eines Schuldners besteht. Zwar ist bei einem Kurseinbruch von 30 % auch von einer erhöhten Ausfallwahrscheinlichkeit der Aktiengesellschaft und damit von einem erhöhten Kreditrisiko auszugehen, doch kann der Kurseinbruch auch kurzfristiger Natur sein und muss sich nicht auf die Fundamentaldaten der Aktiengesellschaft beziehen (beispielsweise Gewinnmitnahmen).

## Risiko

### Emittentenrisiko
Da der „Subordinated Risk Swap“ ein Swapgeschäft ohne Zahlungsverpflichtung des Sicherungsgebers darstellt, besteht lediglich hinsichtlich der Leistungspflicht das Emittentenrisiko. Weil jedoch in den üblichen Fällen selbst die Zahlungsverpflichtung bzw. Kostenlast der Leistung (Übernahme des Basiswertes) beim Optionsinhaber liegt, ist der Ausfall des Emittenten für die Erfüllungsverpflichtung gegenüber dem Optionsinhaber vollkommen irrelevant. Die Leistung bzw. Last aus der Handhabung und Bewältigung der übernommenen Risiken trifft den Optionsinhaber nach Ausübung nicht mehr und ist daher erfolgreich abgesichert, weil übertragen.

### Weitere Risiken
Die gegenständlichen Risiken – insbesondere aus Haftungen und Verbindlichkeiten beim Stillhalter – werden üblicherweise in Zweckgesellschaften verwaltet und gehandhabt.

### Rechtliche Problematik
Kritiker der „Subordinated Risk Swaps“ sehen aufkommende Risiken in der nach Geschäftsabschluss möglicherweise fehlenden Bereitschaft der Optionsinhaber, unternehmerischen Risiken adäquat und mit der gebotenen Sorgfalt zu begegnen. Auch die Gefahr der vorsätzlichen und absichtlichen Schädigung von Partnerunternehmen, Lieferanten, Kunden und Gläubigern als Folge des Einsatzes der Absicherungsinstrumente wird gesehen. Absichtliches und vorsätzliches schädigendes Verhalten unterliegt allerdings dem jeweils geltenden Strafrecht und ist nicht durch den Einsatz von „Subordinated Risk Swaps“ abgesichert.

## Optionspreis
Im Gegensatz zur klassischen Option (Bezugsrecht auf Aktien, Anleihen und andere Finanzinstrumente) errechnet und ergibt sich der Optionspreis für einen „Subordinated Risk Swap“ aus dem im direkten Zusammenhang mit dem Individualfall stehenden Kostenaufwand zur Übernahme der Risiken des Basiswertes durch den Stillhalter und wird im Regelfall durch diesen festgesetzt.

## Bedeutung
Die Versicherung von Insolvenzrisiken war bis zur Finanzinnovation des „Subordinated Risk Swap“ stets in den Händen und zu Gunsten bzw. zum Schutz der Gläubiger und Gläubigerinteressen. Die hierfür geläufigen Instrumente sind Debitorenversicherungen, Kreditausfallversicherungen, Exportkreditversicherungen oder teilweise Management-Versicherungen und in einzelnen Fällen auch Debt Equity Swaps. Anbieter sind Versicherer und Banken, die die aus den Versicherungsverträgen entstehenden Risiken im Zuge einer Risikodiversifizierung und gemäß Portfoliotheorie streuen und syndizieren, bei Debt Equity Swaps die Emittenten einer zu Grunde liegenden Schuldverschreibung.
Mit der Verwendung von „Subordinated Risk Swaps“ ist es vor allem Unternehmern möglich, sich gegen die unternehmerischen Risiken, vor allem gegen eine Insolvenz, abzusichern. Damit verbundene Rechtsstreitigkeiten sind oft langwierig wie kostenintensiv und benötigen juristisches Spezialwissen.
Mit der unternehmerischen Tätigkeit verbundene Risiken können abgesichert werden und psychologische wie materielle Hürden und Hindernisse des Unternehmertums werden abgebaut bzw. Unternehmertum gefördert. Wirtschaftliches Versagen, Insolvenz, existenzielle bzw. existenzbedrohende Prozessrisiken und damit verbundene Haftungen werden für die Einzelperson oder individuelle Interessensgruppe handhabbar und finanzierbar.